# Monica Voichița Acalovschi
Monica Voichița Acalovschi (n. 24 octombrie 1946, Arad, România) este un medic, membru corespondent al Academiei Române din 2016.
Din octombrie 1998 este profesor de medicină internă la Universitatea de Medicină și Farmacie „Iuliu Hațieganu” din Cluj-Napoca.

## Biografie
S-a născut la 24 octombrie 1946 în Arad. A studiat la Liceul „Ghiba Birta“ din Arad (1953-1964). A urmat apoi cursurile Facultății de Medicină Generală Cluj-Napoca (1964-1970). Cariera ei a cunoscut următoarele etape: 
- stagiul de internat (1970-1972); 
- asistent stagiar la Clinica Medicală III, I.M.F. Cluj (astăzi Universitatea de Medicină și Farmacie „Iuliu Hațieganu“) (1972-1974); 
- asistent universitar (1975-1990);  
- șef de lucrări (1990-1992);  
- conferențiar (1992-1998); 
- profesor (1998-2009); 
- șef de catedră (2009-2011); 
- profesor emerit (2011-). 
Este medic specialist și medic primar în medicină internă și gastroenterologie, cu o teză de doctorat intitulată Rolul factorului hemodinamic în exsudația proteinică intestinală (1977).
În perioada 2009-2011 a îndeplinit funcția de președinte al Societății Române de Gastroenterologie.
A participat, ca profesor, la mai multe ediții ale unor școli de vară din țară și din străinătate, a fost evaluator al mai multor programe de burse și finanțări de cercetare. Începând cu anul 2012 a inițiat și organizat simpozioanele anuale româno-germane de gastroenterologie, desfășurate alternativ în România și Germania.

## Operă
A publicat cărți și articole la edituri naționale și internaționale, în reviste din țară și străinătate. A participat la redactarea unor lucrări de specialitate la nivel european, precum: Ghidului Societății Europene de Studiu al Ficatului Prevenirea, Diagnosticul si Tratamentul Litiazei Biliare (2016).

### Cărți
M.V. Acalovschi, O. Pascu, M. Grigorescu, V. Andreica, Gastroenterologie, Hepatologie. Bazele practicii medicale. Cluj, Editura Universității de Medicină „Iuliu Hațieganu“, 2008.
M.V. Acalovschi, Litiaza biliară colesterolică: de la epidemiologie la genetică, Cluj, Editura Clusium, 2008.
M.V. Acalovschi, M.J. McMahon, D. Philippou, P. Scandalakis, A.Vezakis (ed.), Advances in Obstructive Jaundice Diagnosis and Treatment, Atena, Pascahlidis Med Publ Athens, 2007.
M.V. Acalovschi, G.Paumgartner (ed.), Hepatobiliary Diseases. Cholestasis and Gallstones, Kluwer Acad Publ Dordrecht/Boston/London, 2001.
M.V. Acalovschi, Strategii moderne în tratamentul litiazei biliare, Cluj, Editura Dacia, 1994.
M.V. Acalovschi, D. Dumitrașcu, M. Grigorescu, Litiaza biliară, București, Editura Academiei Republicii Socialiste România, 1989.

Pe lângă cărți, a publicat 117 capitole cărți în țară, 7 capitole cărți în străinătate și peste 150 de studii și articole în periodice de specialitate.

## Titluri și distincții
Life Recognition Award in appreciation of her excellent lifelong services to science and the friendship to our Society, distincție acordată de The European Society of Biomedical Research on Alcoholism, ESBRA, Timișoara, 2021
Diploma Magister Illustrissimus, acordat de Societatea Română de Gastroenterologie și Hepatologie, 2018
Diploma de Onoare pentru întreaga activitate, acordată de Universitatea de Medicină și Farmacie "Iuliu Hațieganu" Cluj-Napoca, 2012
Diploma „Excelență în Gastroenterologie“ acordată de Societatea Română de Gastroenterologie și Hepatologie și de Fundația Roche, 2011